# 1790-ті до н. е.

## Правителі
- Вавилон: 1792 — початок правління царя Хамурапі (середня хронологія).
- Елам: Ширктух І, цар (бл. 1800 – 1770 до н. е.), Династія Суккаль-махів (Епартидів).
- Китай: Цзінь, ван (1810 – 1789 до н. е.), Династія Ся (існування спірне).